# خافي سالغادو
خافي سالغادو (بالإسبانية: Javi Salgado)‏ مواليد 6 أغسطس 1980، هو لاعب كرة سلة إسباني بدأ مسيرته الاحترافية في سنة 1998 يلعب في ليغا أيه سي بي ويحمل الرقم 14. يبلغ طوله 5 قدم 11 بوصة (1.8 م).

## فرق لعب لها
- بلباو باسكت
- سي بي إستوديانتس

## روابط خارجية
- خافي سالغادو على موقع الدوري الإسباني لكرة السلة (الإسبانية)
- خافي سالغادو على موقع كرة السلة الأوروبية.كوم (الإنجليزية)
- خافي سالغادو على موقع ريلجم (الإنجليزية)
- خافي سالغادو على موقع بروبوليرز (الإنجليزية)
- خافي سالغادو على موقع سبورتس رفرنس (الإنجليزية)